# Jouy-le-Potier
Jouy-le-Potier – miejscowość i gmina we Francji, w Regionie Centralnym, w departamencie Loiret.
Według danych na rok 1990 gminę zamieszkiwało 1187 osób, a gęstość zaludnienia wynosiła 24 osoby/km² (wśród 1842 gmin Regionu Centralnego Jouy-le-Potier plasuje się na 331. miejscu pod względem liczby ludności, natomiast pod względem powierzchni na miejscu 87.).